# Narzeczona dla kota
Narzeczona dla kota (jap. 猫の恩返し – Neko no ongaeshi) – japoński pełnometrażowy film animowany z 2002 roku, wyprodukowany przez Studio Ghibli. Reżyserem był Hiroyuki Morita, zaś opiekę artystyczną nad projektem sprawował Hayao Miyazaki. Film luźno nawiązuje do jednej z wcześniejszych produkcji Studia, Szeptu serca z 1995 roku, z której czerpie jednego z głównych bohaterów, kota Barona.

## Opis fabuły
Haru, nieśmiała uczennica, ratuje życie kotu, którego w ostatniej chwili wyciąga spod kół nadjeżdżającej ciężarówki. Wkrótce okazuje się, iż jest on księciem w tajemniczym Królestwie Kotów. Aby ją uhonorować, koty zamierzają wydać ją za mąż za swego księcia. Dziewczyna nie wyobraża sobie jednak, jak mogłaby być żoną kota. Za radą tajemniczego głosu odnajduje żyjącego poza Królestwem kota Barona, który wraz ze swoimi dwoma pomocnikami (kotem o imieniu Muta i krukiem Toto) obiecuje jej pomóc. Jednak zanim zdążą cokolwiek zrobić, Haru zostaje porwana przez koty i zabrana do ich Królestwa, gdzie ma odbyć się ślub. Baron rusza w ślad za nią.

## Obsada (głosy)
- Chizuru Ikewaki jako Haru
- Yoshihiko Hakamada jako Baron
- Yōsuke Saitō jako Toto
- Tetsu Watanabe jako Muta
- Takayuki Yamada jako książę Lune
- Aki Maeda jako Yuki
- Tetsurō Tanba jako Król Kotów

## Wersja polska
Dystrybucja w Polsce: Monolith Films
- Tekst: Jan Wilkans
- Lektor: Jacek Sobieszczański